# シャイアン (映画)
『シャイアン』（Cheyenne Autumn）は、1964年のアメリカ合衆国の西部劇映画。
『駅馬車』でインディアンを悪玉として描いたジョン・フォード監督が一転、アメリカ政府のインディアン政策に翻弄されるシャイアン族の悲劇を描いた作品。

## ストーリー
1878年、アメリカ政府の政策によって、インディアンは皆、居留地に強制移住させられた。
シャイアン族もその例外ではなく、故郷のイエローストーンから強制移住させられた彼らは病気と飢えのため、3分の2程が死んでいった。
そこで、族長のリトル・ウルフとダル・ナイフは相談の結果、生き残った同胞を連れてイエローストーンに帰ることを決定する。しかし、それを知った政府はすぐさま討伐軍を派遣する。
討伐軍の将校アーチャー大尉はシャイアン族に同情的ではあったが、一行の中に婚約者のデボラがいる事を知り、任務のため追討しなければならなかった。
やがて両者の間で、過酷な戦いが始まる。

## キャスト
| 役名                     | 俳優                                        | 日本語吹き替え | 日本語吹き替え | 日本語吹き替え | 日本語吹き替え |
| 役名                     | 俳優                                        | NHK総合版      | NET版          | フジテレビ版   |                |
| ------------------------ | ------------------------------------------- | -------------- | -------------- | -------------- | -------------- |
| トーマス・アーチャー大尉 | リチャード・ウィドマーク                    | 大塚周夫       | 大塚周夫       | 大塚周夫       |                |
| デボラ・ライト           | キャロル・ベイカー                          | 野口ふみえ     | 鈴木弘子       | 二木てるみ     |                |
| ワイアット・アープ       | ジェームズ・スチュワート                    |                |                |                |                |
| ドク・ホリデイ           | アーサー・ケネディ                          |                |                |                |                |
| カール・シュルツ         | エドワード・G・ロビンソン                   | 早野寿郎       |                |                |                |
| ウェッセルス大尉         | カール・マルデン                            | 鈴木昭生       |                | 島宇志夫       |                |
| リトル・ウルフ           | リカルド・モンタルバン                      | 納谷悟朗       | 納谷悟朗       |                |                |
| ダル・ナイフ             | ギルバート・ローランド                      | 小林清志       | 久松保夫       |                |                |
| レッド・シャツ           | サル・ミネオ                                |                |                | 古谷徹         |                |
| スペイン人の婦人         | ドロレス・デル・リオ                        |                |                |                |                |
| ブレア少佐               | ジョン・キャラダイン                        |                |                |                |                |
| スコット中尉             | パトリック・ウェイン                        |                |                |                |                |
|                          | ハリー・ケリー・ジュニア （クレジットなし） |                |                |                |                |
|                          | ビング・ラッセル （クレジットなし）         |                |                |                |                |
|                          | ベン・ジョンソン （クレジットなし）         |                |                |                |                |

- NHK総合版：初回放送日1969年7月20日『劇映画』[4]
- NET版：初回放送日1974年1月5日、12日『土曜映画劇場』
- フジテレビ版：初回放送日1977年12月16日『ゴールデン洋画劇場』